# Lamanère
Lamanère Franciaország szárazföldi részének legdélebbi települése. Pyrénées-Orientales megyében található. Lakosainak száma 54 fő (2022. január 1.). Lamanère Albanyà, Camprodon, Montagut i Oix, Serralongue és Prats-de-Mollo-la-Preste községekkel határos.

## Földrajz

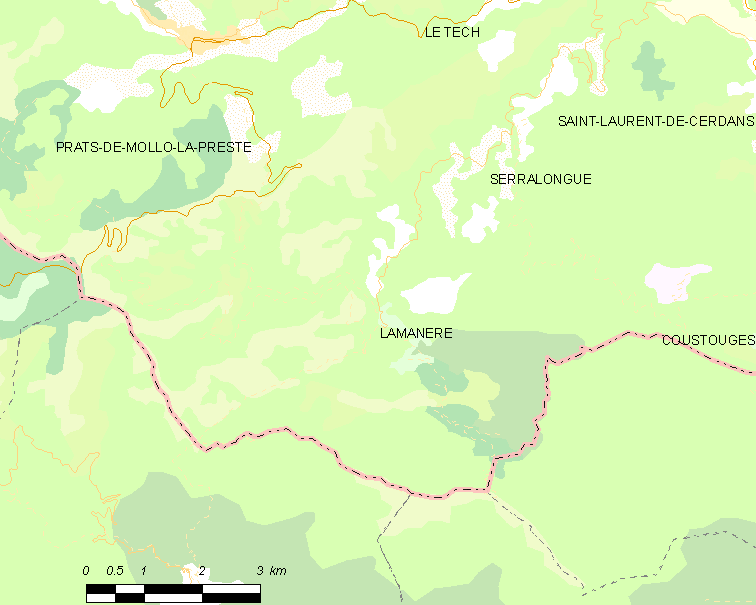
Lamanère és környéke

## Népesség
A település népességének változása:
| Lakosok száma | 47   | 42   | 46   | 52   | 57   | 56   | 55   | 54   |
|               | 2013 | 2015 | 2017 | 2018 | 2019 | 2020 | 2021 | 2022 |